# Poliometra
Poliometra is een geslacht van haarsterren uit de familie Antedonidae.

## Soort
- Poliometra prolixa (Sladen, 1881)